# 太陽の神殿 アステカII
『太陽の神殿 アステカII』（たいようのしんでん アステカツー、太陽の神殿 〜ASTEKA II〜、スペイン語副題：TEMPLO DEL SOL : ASTEKA II）は、1986年10月24日に日本ファルコムから発売されたPC-8801用コマンド選択式アドベンチャーゲーム。
開発も日本ファルコムが行い、ディレクターは『イースシリーズ』（1987年 - ）などを手掛けた加藤正幸、シナリオは『ザナドゥ』（1985年）を手掛けた宮本恒之、プログラムは橋本昌哉、音楽は阿部隆人が担当している。ゲーム内容は古代マヤ文明をモチーフとし、メキシコの古代遺跡「チチェン・イッツァ」を舞台に、遺跡のどこかに隠された「太陽の神殿」と「太陽の鍵」を探し出すアドベンチャーとなっている。
同年にPC-9801、X1、FM-7に移植された他、1987年にはMSX2、1988年にはファミリーコンピュータに移植された。北米ではNES対応ソフトとして、『Tombs & Treasure』のタイトルで発売された。さらにWindows 95/98用ソフト『メモリアルゲームシリーズ 太陽の神殿』（1998年）として発売された他、セガサターン用ソフト『ファルコムクラシックスII』（1998年）に収録された。オリジナルとなるPC-8801版は2017年にWindows用ソフトとしてプロジェクトEGGにて配信された。

## 概要
ゲームシステムには当時の先進的であるアイコン選択式や時間概念を取り入れていた。時代背景は前作『アステカ』（1985年）同様に現代で、同社発売の未来設定のゲーム『イース』（1987年）にはこのゲームの陸地が登場し、関連付いた場所で、太陽の神殿での重要アイテムである「金の台座」も登場する。
全ての元となった原作のPC-8801版では、「オープニング」は存在しない。フィールドモードは縦15×横15=225面と広大。裏技で幼い女の子のグラフィック（本編との関連無し）が登場、さらに隠し操作を行なうとヌードになる。専用の音楽も有り。初代PC-8801とmk2では、純正FM音源ボード(PC-8801-11)をつけることでSR以降と同様な音楽演奏が聴ける。
セガサターン用ソフト『ファルコムクラシックスII』（1998年）に収録されたバージョンでは「太陽の神殿 ASTEKAII」と記述されている。

## ゲーム内容

### システム
遺跡間の移動はRPGのようにキャラクタを動かす（フィールドモード）。特定の場所に来ると四角い枠が点滅し、スペースキーを押すとアドベンチャーシーンになる。アドベンチャーシーンでは押す・待つ・洗うなどの命令アイコンおよび「金の玉」や「金の首」などのアイテムを駆使し、フィールドモードで遺跡間を移動しながら、ゲームを進めていく。

### 特徴
全コマンドを一つずつ実行すれば謎が解けるというわけではない。それどころか、ゲームが進行しているように見えても「実はトラップ（罠）にはまっている」、いわゆる「ハマり」や「詰み」があり、これ以上のゲーム進行が不可能となっても「GAME OVER」と表示されない。謎を解くには「時間」「場所」「順番」を考慮する必要がある。

### アイコン一覧
移動
アドベンチャーシーンで移動する時に使う。このアイコンを選びスペースキーを押すと「前」「後」「右」「左」「上」「下」と方向のウインドウが現れるので、リターンキーで決定する。
見る・調べる
物を見る時に使う。カーソルを出さずにリターンキーを押すと画面全体の説明となる。持ち物アイコンを表示しアイテムを見る事も出来る。
取る・外す
アイテムを取ったり外したりする時に使う。
置く・はめる・セットする
アイテムを置いたり、セットする時に使う （持ち物アイコンを表示しアイテムを選んだ時のみ有効）。
使う
アイテムを使いたい時に使う（持ち物アイコンを表示しアイテムを選んだ時のみ有効）。
動かす
物を動かす時に使う。
押す
壁などを押す時に使う。
壊す・掘る
物やアイテムを壊したり地面を掘ったりする時に使う。
引く
物を引く時に使う。
洗う
持ち物を洗う時に使う（持ち物アイコンを表示しアイテムを選んだ時のみ有効）。
待つ
時間を強制的に経過させる時に使う。なお、この命令を実行しなくてもゲーム中に様々な行為をする事により時間は過ぎていく。
組み合わせる
アイテムを組み合わせる時に使う。持ち物アイコンを表示し、組み合わせたいアイテムをリターンキーで選んで組み合わせる事ができる。

### アイテム
※MSX2版に基づいているが、他機種版のアイテムも含まれる。
片目のマスク
見えない物が見えるようになるマスク。他のアイテムと組み合わせて使用する。
赤い宝石
別名「赤の宝珠」。赤く透き通った直径2cm程の宝石。他のアイテムと組み合わせて使用する。
鉄の鍵
さびが浮いている、とても小さな鍵。なお、MSX2版は他機種版とは全く違う場所で使用する。
金の笛
長さ25cmくらいの笛。発見時には一部に穴が空き壊れていて、このままでは使えないため「修復」が必要。アイテムを活性化させたり、野獣を沈静化する効果がある。
皮袋
中にはコパル（香）が2つ入っている。焚くと不思議な気分になる。ただし、一定時間経つと気分が回復する。ファミリーコンピュータ版ではゲームの進行に関わる。
銀の香炉
コパルを焚くための香炉。
黄金の鏡
発見時にはほこりで汚れている。
金の玉
直径12〜15cmくらいの純金の玉。
金の台座
高さ4cm程の台。上に12〜15cm位の物がのせられる。取る順番を誤るとある場所で失うこともある。
底浅のカメ
真ん中にピンのようなものが立っている変わった形のカメ。他のアイテムと組み合わせて使用する。なお、MSX2版は他機種版とは全く違う場所で使用する。
銀の玉
ぼんやり光っている8〜12cmくらいの玉。
青いブロック
肉眼では発見できない。他機種版ではすぐに見つけられる。
胸飾り
別名「太陽の時計、太陽の胸飾り」で時間を知る事ができる。なお、MSX2版では発見時にほこりで汚れていて、そのままでは使えない。
モザイクタイル
高僧の墓の柩に貼られているタイル。
小杖
先端に磁石が付いている長さ数十センチの杖。
大きい薬壺
中の薬を飲むと体が小さくなる。
小さい薬壺
目薬のサイズの薬壺。飲むと体が元の大きさに戻る。
青い宝石
別名「青の宝珠」。青く透き通った直径2cm程の宝石。他のアイテムと組み合わせて使用する。ある野獣が守護している。
絆創膏
あるアイテムを修復するために使われる。
ライター
点火用。
銀の首、金の首
首のない石像に嵌める首。使い方を誤ると調査が行き詰まる。
銀の鍵
MSX版では調査中、FC版では研究所に保管してある。
石の歯止め、石のハンドル
どこかにある器械を動かすための道具。
両目のマスク
見えない物が見えるようになるマスク。両目とも他のアイテムと組み合わせて使用する。
チャック・モールの剣
FC版のみ登場。悪霊との戦闘に必要。
イシュチェルの玉
FC版のみ登場。神の声（パスワード）を聞くことができる。
イ・ツァム・ナーのリング
FC版のみ登場。入手当時はヒロインが着けていたが、実際に使うのは終盤になってからである。
チャックの玉
FC版のみ登場。悪霊との戦闘に必要（トラップがあるので取る時には注意）。
水晶の鍵
FC版のみ登場。水晶でできた柩を開けるための鍵。
白いブロック
コマンドの使い方を誤ると調査が行き詰まる。
太陽の鍵
このゲームのクリアアイテム。

## 設定

### ストーリー
古代マヤの神官達は神々の国に至る道への扉を開き、そして人々に数々の予言を行い、人々を畏怖させ絶対の服従を誓わせた。その扉を開くものが「太陽の鍵」だった。時を越えて、チチェン・イッツァ遺跡のカラコルの前に立つ主人公"あなた"は伝説の神聖な鍵「太陽の鍵」を手に入れる事ができるだろうか・・・。

### 遺跡
カラコル (Caracol)
ドーム状の建物で床の中央に台座がある。カラコルとはスペイン語で「巻貝」と言う意味。天文台としてマヤの神官達が使っていた。なお、MSX2版やファミリーコンピュータ版は2階へ行く事ができる。
尼僧院 (Casa de las Monjas)
天井が低く、三体の石像がある。
球戯場 (Juego de Pelota)
左右に高い壁があり、正面に像がある。マヤの球技は豊作を願って行われる宗教儀式で、ゴムのボールを壁にもうけられた輪にくぐらせて競ったという。
高僧の墓 (Tumba de los Sacerdotes)
高僧の墓と呼ばれる建物。文字通り墓を納めたピラミッド。
南の泉
あまり深くなく水もきれいな様子。なお「南の」泉のゆえんは、このゲームが画面左が北、上が東、下が西、右が南という構図となっているため。
カスティーリョ (Castillo)
カスティーリョとはスペイン語で「城」という意味。別名「ククルカンの神殿」とも呼ばれている。
千柱の間
たくさんの柱が並んでいる。
崩れた壁
ゲーム中に4カ所ある（MSX2版は3カ所）。
戦士の神殿 (Templo de las Guerreros)
左に乙女像、右に戦士像、正面にジャガー像がある。
生け贄の泉 (Cenote)
かつて生け贄を投げ込んだと言われている聖なる泉。生きて上がって来られた者は神々から授かった予言を語ったと言われている。
神殿跡
密林の中にある建物。

## 登場人物
ファミリーコンピュータ版より抜粋。
※参照
主人公
このゲームの主人公。行動的だが少々おっちょこちょい面もある。17歳。
白鳥さゆり
主人公の幼なじみ・同い年で、高校の同級生。遺跡を調査中に受難に遭った白鳥教授の一人娘(ゲーム中では名前の変更が可能)。楽器を使いこなせる。
白鳥教授
メキシコ大学にて考古学を研究。チチェン・イッツァを調査中に悪霊に襲われて死亡。享年52歳。手帳や数点の遺品は研究所に保管されている。
ラウーラ
白鳥教授のガイドを務めたメキシコ人。調査中に白鳥教授らと共に襲撃されたが、奇跡的に救出された。力持ちで物を動かすのが得意。先祖はマヤの神官らしい。年齢不詳。
オリビア
白鳥教授の研究室の秘書を務めている。24歳。教授の遺体収容に立ち会った。
大魔王エーマ
古代マヤ人によって封印されていた悪霊達の王。白鳥教授率いる調査隊が誤って封印を解いたため復活、チチェン・イッツァは彼ら悪霊の巣窟と化す。

## 移植版
| No. | タイトル                                     | 発売日                 | 対応機種               | 開発元           | 発売元                | メディア                                                 | 型式                                  | 備考                            |
| --- | -------------------------------------------- | ---------------------- | ---------------------- | ---------------- | --------------------- | -------------------------------------------------------- | ------------------------------------- | ------------------------------- |
| 1   | 太陽の神殿 アステカII                        | 1986年11月20日         | PC-9801 X1             | 日本ファルコム   | 日本ファルコム        | 3.5インチフロッピーディスク 5.25インチフロッピーディスク | -                                     |                                 |
| 2   | 太陽の神殿 アステカII                        | 1986年12月12日         | FM-7                   | 日本ファルコム   | 日本ファルコム        | 3.5インチフロッピーディスク                              | -                                     |                                 |
| 3   | 太陽の神殿 アステカII                        | 1987年12月10日         | MSX2                   | ZAP              | 東京書籍              | 2メガビットロムカセット （バッテリーバックアップ付）     | -                                     | 要RAM64KB以上、VRAM128KB以上    |
| 4   | 太陽の神殿 Tombs & Treasure                  | 1988年8月3日 1991年6月 | ファミリーコンピュータ | コンパイル       | 東京書籍 インフォコム | 2メガビット+64キロRAMロムカセット                        | TKS-G5 NES-2T-USA                     |                                 |
| 5   | メモリアルゲームシリーズ 太陽の神殿          | 1998年7月9日           | Windows 95/98          | アンバランス     | アンバランス          | CD-ROM                                                   | SUN-018                               | PC-8801版とアレンジモードを収録 |
| 6   | ファルコムクラシックスII                     | 1998年10月29日         | セガサターン           | エグゼクリエイト | 日本ビクター          | CD-ROM                                                   | T-31504G（限定版） T-31505G（通常版） |                                 |
| 7   | 太陽の神殿 アステカII                        | 2017年2月28日          | Windows                | 日本ファルコム   | D4エンタープライズ    | ダウンロード （プロジェクトEGG）                         | -                                     | PC-8801版の移植                 |
| 8   | 太陽の神殿 -ASTEKA II-                       | 2023年6月20日          | Windows                | 日本ファルコム   | D4エンタープライズ    | ダウンロード （プロジェクトEGG）                         | -                                     | X1版の移植                      |
| 9   | EGGコンソール 太陽の神殿 -ASTEKA II- PC-8801 | 2024年10月10日         | Nintendo Switch        | 日本ファルコム   | D4エンタープライズ    | ダウンロード                                             | -                                     | PC-8801版の移植                 |

MSX2版
オープニングあり。漢字ROMを準備せずとも、ロムカセット内に独自フォントが入っているため正常に漢字表示される。セーブやロードは当時一般的だったパスワード方式やカセットテープ等ではなく、バッテリーバックアップ方式で9カ所セーブができる。アイテム、遺跡の位置、アドベンチャーシーンのグラフィック等が他機種版と異なっており、かつ謎や仕掛けが追加されているため難易度が上がっている。フィールドモードは縦6×横6=36面と必要最小限に縮小されたが、他機種版と違い森の中へ入る事ができないため、遺跡間の移動もやや複雑になっている。エンディングも他機種版とは違うストーリー展開になっており、スタッフロールは無く遺跡の紹介へと変更されている。ZAPが移植を担当し、東京書籍から発売された。
ファミリーコンピュータ版
オープニングあり。セーブやロードは当時としては一般的なパスワード方式である。主人公や後述の幼なじみに名前を付ける事ができるほか、シナリオ自体についても「考古学者のしらとり教授が謎の死をむかえ、その一人娘（主人公の幼なじみ）と一緒にメキシコへ行き、事件の真相を探る」という内容へと変更されている。フィールドモードは縦8×横8=64面の画面切り替えスクロール方式で、遺跡一つ一つが画面を覆うほどの巨大なグラフィックに変更されている。ファミリーコンピュータ版独自のコマンドが存在する。さらに遺跡は他機種版とは違って高低差があるので素通りができず、入り口のルートも決まっているため、より現実に近い感覚を味わう事ができる。また森の中へ入る事ができないため(一部入れる場所がある)遺跡間の移動がやや複雑になっている。遺跡には単身ではなく複数人の同行者で向かうこととなっており、同行者が遺跡の謎や仕掛け、アイテムの説明をしてくれるため「ハマり」にくくなっている。時刻の概念は、他機種では月の満ち欠けによるが、ファミリーコンピュータ版では太陽の位相で知ることができる(太陽の胸飾りを使える場合に限る。日出(黄)→南中(白)→日没(赤)→夜(黒))。遺跡に数々の悪霊がおり、謎を解いてレベルを上げて戦わないと勝てない仕様（勝利条件を満たすと拮抗に戦える）のRPG的な要素の追加や、「GAME OVER」やBGMの追加などがなされている。コンパイルが移植を担当し、東京書籍から発売された。
Windows 95/98版
- 必要環境
日本語Windows 95/98が正常に動作するパソコン、CPU:Pentium 100MHz以上、メモリ実装:16MB以上（推奨32MB以上）、HD空き容量:40MB以上、ビデオカード:640×480ドット HighColor(16bit)以上が表示可能なもの、サウンドカード:WAV再生が可能なPCM音源、CD-ROMドライブ:4倍速以上推奨、要キーボード、マウス（マウスのみでも可）[Windows][17]

原作に忠実な「オリジナルモード（PC-8801版）」とグラフィックや音楽を強化・アレンジした「アレンジモード」がある。BGMについてはCD-DAでの提供。アレンジモードは
- オープニングあり
- マウスで全ての操作ができる
- フィールドモードのマップが縦6×横6=36面と必要最低限に縮小されている
- フィールドモードで特定の場所（四角い枠）が遺跡のグラフィック全体へと変更されているので、より分かりやすくなっている
- ロード時に「行動回数」が表示される
- 「手帳ヘルプ」があり、それにはゲームのヒントが書かれているので謎を解きやすくなっている

といった特徴がある。
セガサターン版
本体に8カ所セーブできる。フィールドモードは他機種版のような画面切り替え方式ではなく、ハードウェアスクロール方式でダッシュもできる。またアドベンチャーシーンでは、いちいちアイテムの「見る」コマンドで確認しなくても「太陽の時計」が画面に常に表示されるので時間を知ることができる（もちろん太陽の時計を手に入れていないと反映されないが）、「移動」コマンドに「出る」が追加される等、操作性が向上している。アイテム使用時にはCGのアニメーションが入る。「GAME OVER」も追加されているので「ハマり」にくくなっている。さらに「詰み」や「ハマり」状態でセーブしていると「GAME OVER」時のロード画面に、「DEAD LOCK」と表示されるので分かりやすくなっている。

## 音楽
Templo del Sol（太陽の神殿）
タイトル時　なお『イースI』のオリジナル版に同曲が流れるイベントがあるが、後年のリメイク版では別の曲へ差し替えられた
Cerote（聖なる泉）
フィールドモード / アドベンチャーシーン
Mundo Perdido（失われた世界）
不思議な気分 / コパル使用時
La noche triste（悲しみの夜）
エンディング
El Castillo（エル・カスティーリョ）
スタッフロール
Una Muchacha de la Aldea（村娘）
隠し画面

## スタッフ
PC8801版
- ディレクター：加藤正幸
- シナリオ：宮本恒之
- グラフィック：大浦孝浩、山根ともお
- マップ・デザイン：宮本恒之、大浦孝浩、山根ともお
- タイトル・グラフィック：山根ともお
- アイコン・デザイン：大浦孝浩
- フォント：山根ともお
- キャラクター：山根ともお
- タイトル・デザイン：ひらぬまかずみ
- 音楽：阿部隆人 (TEMPLO DEL SOL、CENOTE、EL CASTILLO、MUNDO PERDIDO、LA NOCHE TRISTE
- 効果音：落合孝男
- アート・ディレクター：横山宏
- パッケージ写真：おくむらまさき（スタジオデラックス）
- メイン・プログラム：橋本昌哉
- プロット・プログラム：宮本恒之
- スペシャル・サンクス：DR'KEY、井上忠信、都築和彦、中島浩、畠山孝一、立川敏男、五十嵐哲也、五十嵐晴美、秋葉紀好、倉田佳彦、宮崎友好、TOUKOUEN[21]

ファミリーコンピュータ版
- メイン・プログラム：ぽちなかもり
- プログラムおてつだい：じぇみに ひろの（広野隆行）
- ばけものデザイン：ふじたか なすび
- グラフィックさくせい：ひょおじゅ むぅ（氷樹むう）
- オリジナルのMUSIC：NIHON FALCOM
- あたらしいMUSIC：みゃあも（宮本昌知）、しゃんと（山藤武志）
- こうかおん さくせい：シビック しんくん
- データうちこみ ごくろうさま：マイケル すえなが（末永勝治）
- オリジナル ストーリー：NIHON FALCOM[22]

Windows版
- ジェネラルプロデューサー：池田修
- プロダクト管理：深川太治
- テクニカルアドバイザー：来田宣之
- アドバイザー：照山茂行、小野郁
- プログラム原案：本田久
- メインプログラマー：水上智弘
- 特別寄稿：新井創士
- チーフグラフィック：新山章吾
- グラフィック：成田展也
- 広報：是枝由美子
- セールス：武籘真奈美、高橋涼子、土手口由香
- 資材調整：宮田くみ子、広田光桧
- デザイン：桜井千香
- サポート：本多智弥、大山雅世
- デバッグ：斉藤智成、滝川洋徳、河野泰三、高橋日菜、宗方謙太、田澤一茂
- マニュアルデザイン : F's factory
- パッケージデザイン : 有限会社アッシュ[23]

セガサターン版
- （有）エグゼクリエイト：仁賀正雄、掛水八恵、小笠原誠
- （有）メディアジャグラー：佐藤修、西尾平、大脇弘嗣、谷口誠
- （有）笹原組
- （有）三協クリエイティヴ：徳久雅文、木村浩
- ポールトゥウィン（株）：寺田渉、今村真樹、横田真由美、高村和子
- （株）放送出版ブランニングセンター：斎藤智博、坂田勝美、石田憲吾、玉田浩太郎、深谷雅弘
- 日本ビクター（株）：大木正明、高久浩、鶴谷浩一、中村幸一郎
- 日本ファルコム（株）：山崎伸治、中原嘉伸、他
- 製作総指揮：山崎伸治、大木正明[24]

## 評価
ファミリーコンピュータ版
ゲーム誌『ファミコン通信』の「クロスレビュー」では合計25点（満40点）、『ファミリーコンピュータMagazine』の読者投票による「ゲーム通信簿」での評価は以下の通りとなっており、19.28点（満30点）となっている。
| 項目 | キャラクタ | 音楽 | 操作性 | 熱中度 | お買得度 | オリジナリティ | 総合  |
| 得点 | 3.45       | 3.35 | 3.11   | 3.17   | 3.00     | 3.20           | 19.28 |